# Leopold Tajner
Leopold Tajner (* 15. Mai 1921 in Roztropice, Zweite Polnische Republik; † 25. Februar 1993 in Wisła) war ein polnischer nordischer Skisportler.

## Werdegang
Tajner gewann auf nationaler Ebene insgesamt fünf Medaillen. Den Meistertitel gewann er jedoch nie. Auch beim Czech-Marusarz Memorial in Zakopane war sein bestes Einzelergebnis der zweite Platz 1951 hinter Jan Kula. Wenige Wochen zuvor gewann er auf internationaler Ebene den Sondersprunglauf im Rahmen der II. Wintersportmeisterschaften der Deutschen Demokratischen Republik von der großen Thüringenschanze in Oberhof.
Tajner nahm zweimal an Olympischen Winterspielen teil. Bei den Olympischen Winterspielen 1948 in St. Moritz belegte er im Wettkampf der nordischen Kombinierer den 34. Platz sowie im 18 km-Skilanglauf den 76. Rang. Vier Jahre später trat er bei den Olympischen Winterspielen 1952 in Oslo lediglich im Skispringen an und erreichte dabei den 39. Platz.
Leopold war der Bruder von Władysław Tajner, der Vater des amtierenden Präsidenten des polnischen Skiverbandes Apoloniusz Tajner sowie der Großvater von Tomisław Tajner.

## Resultate
Olympische Winterspiele 
| Jahr und Ort    | Wettbewerb  | Wettbewerb            | Wettbewerb         |
| Jahr und Ort    | Skispringen | Nordische Kombination | Skilanglauf Einzel |
| --------------- | ----------- | --------------------- | ------------------ |
| 1948 St. Moritz | –           | 34.                   | 76.                |
| 1952 Oslo       | 39.         | –                     | –                  |